# Presidente Municipal de Victoria (Tamaulipas)
El Presidente Municipal de Victoria es el titular del poder ejecutivo del municipio de Victoria, Tamaulipas, México.

## Presidentes municipales de Victoria
Esta es la lista de los presidentes municipales recientes de Victoria.
| Presidente Municipal | Presidente Municipal          | Período                                         | Partido | Partido | Notas |
| -------------------- | ----------------------------- | ----------------------------------------------- | ------- | --- | --- |
|                      | Ramón Durón Ruiz              | 1989 – 1992                                     |         | | |
|                      | Gustavo Cárdenas Gutiérrez    | 1992 – 1995                                     |         | | Presidente Municipal de Victoria por el Partido Acción Nacional electo en las Elecciones estatales de Tamaulipas de 1992.              |
|                      | Pascual Ruiz García           | 1995 – 1998                                     |         | | Presidente Municipal de Victoria por el Partido Revolucionario Institucional electo en las Elecciones estatales de Tamaulipas de 1995. |
|                      | Enrique Cárdenas de Avellano  | 1999 – 2000                                     |         | Presidente Municipal de Victoria por el Partido Revolucionario Institucional electo en las Elecciones estatales de Tamaulipas de 1998.                                                                          | |
|                      | Egidio Torre Cantú            | 2000 – 2001                                     |         | Designado Presidente Municipal de Victoria tras la solicitud de licencia del Presidente Municipal Enrique Cárdenas de Avellano el 27 de septiembre del 2000.                                                    | |
|                      | Eugenio Hernández Flores      | 2002 – 2004                                     |         | Presidente Municipal de Victoria por el Partido Revolucionario Institucional electo en las Elecciones estatales de Tamaulipas de 2001.                                                                          | |
|                      | Álvaro Villanueva Perales     | 2005 – 2007                                     |         | Presidente Municipal de Victoria por el Partido Revolucionario Institucional electo en las Elecciones estatales de Tamaulipas de 2004.                                                                          | |
|                      | Arturo Díez Gutiérrez Navarro | 2008 – 2010                                     |         | Presidente Municipal de Victoria por el Partido Revolucionario Institucional electo en las Elecciones estatales de Tamaulipas de 2007.                                                                          | |
|                      | Miguel Ángel González Salum   | 2011 – 2013                                     |         | Presidente Municipal de Victoria por el Partido Revolucionario Institucional electo en las Elecciones estatales de Tamaulipas de 2010.                                                                          | |
|                      | Alejandro Etienne Llano       | 2013 – 2016                                     |         | Presidente Municipal de Victoria por el Partido Revolucionario Institucionalelecto en las Elecciones estatales de Tamaulipas de 2013.                                                                           | |
|                      | Óscar Almaraz Smer            | 2016 – 2018                                     |         | | Presidente Municipal de Victoria por el Partido Acción Nacional electo en las Elecciones estatales de Tamaulipas de 2016.              |
|                      | Xicoténcatl González Uresti   | 2018 – 2020                                     |         | Presidente Municipal de Victoria por el Partido Acción Nacional electo en las Elecciones estatales de Tamaulipas de 2018.                                                                                       | |
|                      | María del Pilar Gómez Leal    | 2 de octubre de 2020 – 30 de septiembre de 2021 |         | Designada por la LXIV Legislatura del Congreso de Tamaulipas como Presidenta Municipal de Victoria el 2 de octubre de 2020, tras la solicitud de licencia del Presidente Municipal Xicoténcatl González Uresti. | |
|                      | Eduardo Abraham Gattás Báez   | desde el 1 de octubre de 2021                   |         | | Electo en las elecciones estatales de Tamaulipas de 2021                                                                               |